# Unuma-juku
Unuma-juku (鵜沼宿, Unuma-juku) était la cinquante-deuxième des soixante-neuf stations du Nakasendō. C'était également la dernière station du Inagi Kaidō. Elle se situait dans la ville actuelle de Kakamigahara, préfecture de Gifu au Japon. Les parties est et ouest de l'ancienne station relais s'unirent en 1651 pour former un véritable village-étape. Unuma-juku se trouve à environ six kilomètres de la station précédente, Ōta-juku.

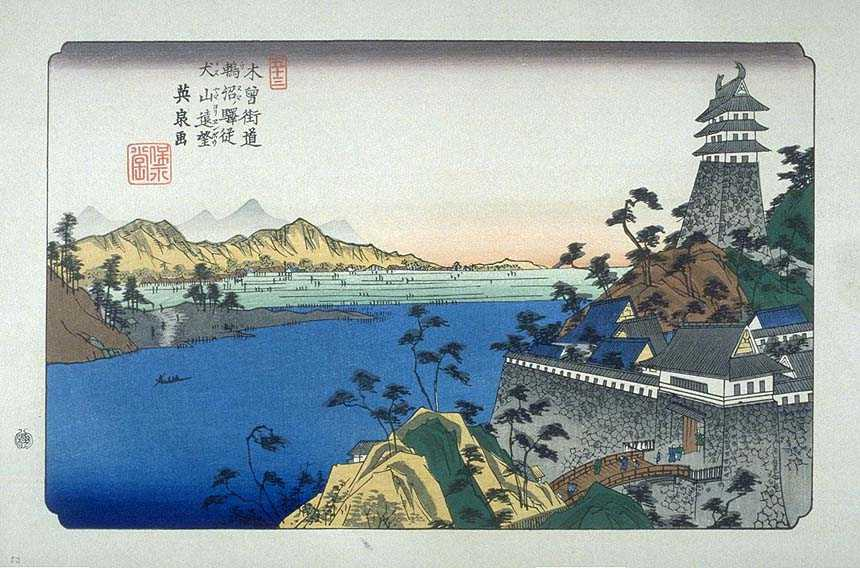
Unuma-juku, estampe de Keisai Eisen de la série Les Soixante-neuf Stations du Kiso Kaidō.

L'ancienne station contient des trésors historiques tels que le temple Kuan-ji, l'ancienne tombe d'Ishozuka et des monuments de pierre gravés de haikus de la main de Matsuo Bashō.

## Stations voisines
Nakasendō
Ōta-juku – Unuma-juku – Kanō-juku
(Shinkanō-juku était un ai no shuku située entre Unuma-juku et Kanō-juku.)
Inagi Kaidō
Unuma-juku – Inuyama-juku